# Aphantopus hyperantana
Aphantopus hyperantana är en fjärilsart som beskrevs av Embrik Strand 1991. Aphantopus hyperantana ingår i släktet Aphantopus och familjen praktfjärilar. Inga underarter finns listade i Catalogue of Life.